# Cantón de Aubeterre-sur-Dronne
El cantón de Aubeterre-sur-Dronne era una división administrativa francesa, que estaba situada en el departamento de Charente y la región de Poitou-Charentes.

## Composición
El cantón estaba formado por once comunas:
- Aubeterre-sur-Dronne
- Bellon
- Bonnes
- Les Essards
- Laprade
- Montignac-le-Coq
- Nabinaud
- Pillac
- Rouffiac
- Saint-Romain
- Saint-Séverin

## Supresión del cantón de Aubeterre-sur-Dronne
En aplicación del Decreto nº 2014-195 de 20 de febrero de 2014, el cantón de Aubeterre-sur-Dronne fue suprimido el 22 de marzo de 2015 y sus 11 comunas pasaron a formar parte del nuevo cantón de Tude y Lavalette.